# Wiktor Korecki
Wiktor Korecki (ur. 30 czerwca 1897 w Kamieńcu Podolskim, zm. 1980 w Milanówku) – polski malarz pejzażysta.

## Życiorys i twórczość
Uczęszczał do gimnazjum w Kijowie. Studiował tamże w Szkole Rysunkowej Mikołaja Muraszki. W roku 1921 zamieszkał w Warszawie, gdzie założył własną pracownię, która spłonęła 1944 podczas powstania warszawskiego. W okresie II Rzeczypospolitej uczestniczył w wystawach Towarzystwa Zachęty Sztuk Pięknych w Warszawie. Po Powstaniu przez obóz w Pruszkowie dostał się do obozu pracy przymusowej w Lipsku. Uciekł z obozu (dzięki pomocy zięcia) i przez prawie dwa lata przebywał w czeskich Morawach. Po wojnie zamieszkał w Komorowie, potem w Milanówku.
Malował głównie krajobrazy, zwłaszcza z regionu Mazowsza. Na jego twórczość malarską wpłynęło malarstwo Józefa Chełmońskiego i Józefa Rapackiego. Jego obrazy znajdują się w polskich, ukraińskich, rosyjskich, amerykańskich, a nawet meksykańskich kolekcjach malarstwa.